# Carl Nielsen Festival
Carl Nielsen Festival var en årlig festival centreret om musik af den fynske komponist Carl Nielsen og hans musik. Festivalen fandt sted i Odense og blev første gang afholdt i 2009. Den skulle efter hensigten kulminere i 2015, i 150-året for Nielsens fødsel, men formåede ikke at få tilstrækkelig gennemslagskraft og blev afholdt sidste gang i 2014 med begrænset program. Festivalen udsprang af Carl Nielsen Konkurrencen, der har fundet sted siden 1980, sponsoreret af Odense Symfoniorkester.
Festivalen omfattede både klassisk musik, folkemusik og andre kunstarter. Blandt de kunstnere, der optrådte på festivalen, var violinisten Jennifer Koh (2009), harmonikaspilleren Branko Djordjevic (2010), pianisten Marianna Shirinyan (2012) og dirigenten Charles Olivieri-Munroe (2013).